# Рентген, Вильгельм Конрад
Вильге́льм Ко́нрад Рёнтген (в русской традиции Рентге́н [р’инг’э́н]; нем. Wilhelm Conrad Röntgen; 27 марта 1845 года, Леннеп — 10 февраля 1923 года, Мюнхен) — немецкий физик, работавший в Вюрцбургском университете. С 1875 года служил профессором в Хоэнхайме, с 1876 года — профессором физики в Страсбурге, с 1879 года — в Гиссене, с 1885 года — в Вюрцбурге, с 1899 года — в Мюнхене. Первый в истории лауреат Нобелевской премии по физике (1901 год) за открытие в 1895 году излучения, впоследствии названного в его честь.

## Биография
Вильгельм Конрад Рентген родился 27 марта 1845 года под Дюссельдорфом, в вестфальском Леннепе (ныне один из округов Ремшайда), и был единственным ребёнком в семье. Отец, Фридрих Рёнтген, был купцом и производителем одежды. Мать, Шарлотта Констанца (в девичестве Фровейн), была родом из Амстердама. В марте 1848 года семья переезжает в Апелдорн (Нидерланды). Первое образование Вильгельм получает в частной школе Мартинуса фон Дорна. С 1861 года он посещает Утрехтскую Техническую школу, однако в 1863 году его несправедливо отчисляют, поводом послужил отказ выдать автора карикатуры на одного из преподавателей.
В 1865 году Рентген пытается поступить в Утрехтский университет, несмотря на то, что по правилам он не мог быть студентом этого университета. Затем он сдаёт экзамены в Федеральный политехнический институт Цюриха и становится студентом отделения механической инженерии, после чего в 1869 году выпускается со степенью доктора философии.
Однако, поняв, что его больше интересует физика, Рентген решил перейти учиться в университет. После успешной защиты диссертации он приступает к работе в качестве ассистента на кафедре физики в Цюрихе, а потом в Гиссене. В период с 1871 по 1873 год Вильгельм работал в Вюрцбургском университете, а затем, в 1874 году, вместе со своим профессором Августом Адольфом Кундтом перешёл в Страсбургский университет, в котором проработал пять лет в качестве лектора (до 1876 года), а затем — в качестве профессора (с 1876 года). Также в 1875 году Вильгельм становится профессором Академии Сельского Хозяйства в Каннингеме (Виттенберг).
В 1879 году он был назначен на кафедру физики в университете Гиссена, которую впоследствии возглавил.
С 1888 года Рентген возглавил кафедру физики в университете Вюрцбурга, позже, в 1894 году, его избирают ректором этого университета.
В 1900 году Рентген стал руководителем кафедры физики университета Мюнхена — она стала последним местом его работы. Позже, по достижении предусмотренного правилами предельного возраста, он передал кафедру Вильгельму Вину, но всё равно продолжал работать до самого конца жизни.
У Вильгельма Рентгена были родственники в США, и он хотел эмигрировать, но даже несмотря на то, что его приняли в Колумбийский университет в Нью-Йорке, он остался в Мюнхене, где и продолжалась его карьера.
Умер 10 февраля 1923 года от рака и был похоронен в Гиссене.

### Карьера
Рентген исследовал пьезоэлектрические и пироэлектрические свойства кристаллов, установил взаимосвязь электрических и оптических явлений в кристаллах, проводил исследования по магнетизму, которые послужили одним из оснований электронной теории Хендрика Лоренца.

### Открытие лучей

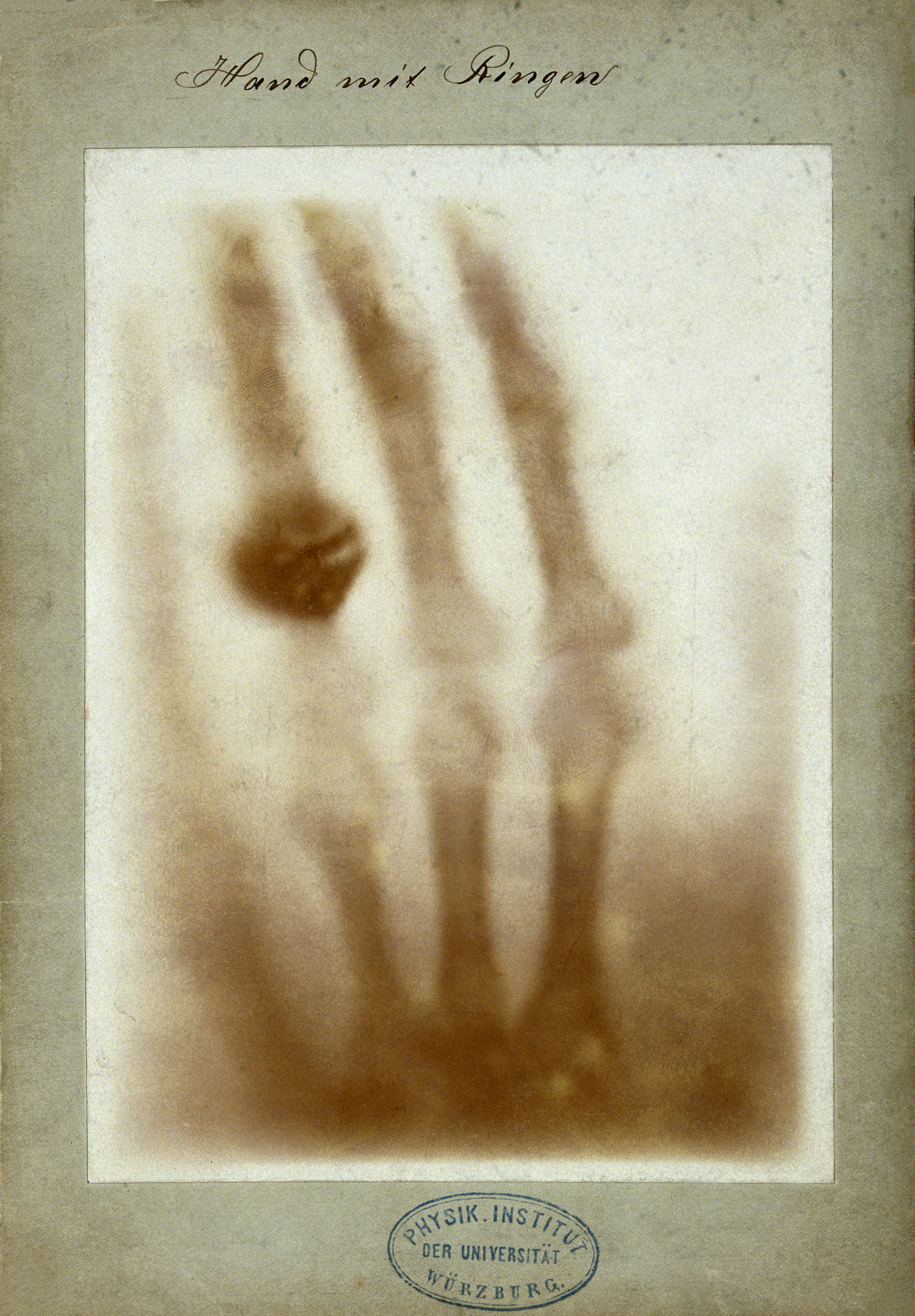
«Рука с кольцами» (Hand mit Ringen). Первый рентгеновский снимок человеческого организма — кисть руки жены Рентгена — Анны Берты Людвиг, 22 декабря 1895 года

Вильгельм Рентген был трудолюбивым человеком и, будучи руководителем физического института Вюрцбургского университета, имел привычку допоздна засиживаться в лаборатории.

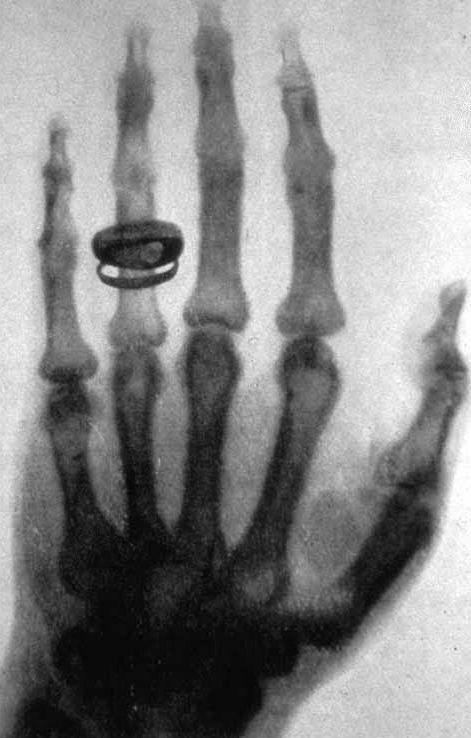
Снимок руки Альберта фон Кёлликера, сделанный Рентгеном 23 января 1896 года

Главное открытие в своей жизни — икс-излучение — он совершил, когда ему было 50 лет.
Вечером в пятницу, 8 ноября 1895 года, когда его ассистенты уже ушли домой, Рентген продолжал работать. Он снова включил ток в катодной трубке, закрытой со всех сторон плотным чёрным картоном. Лежавший неподалёку бумажный экран, покрытый слоем кристаллов платиноцианистого бария, начал светиться зеленоватым цветом. Учёный выключил ток — свечение кристаллов прекратилось. При повторной подаче напряжения на катодную трубку свечение в кристаллах, никак не связанных с прибором, возобновилось.
В результате дальнейших исследований учёный пришёл к выводу, что из трубки исходит неизвестное излучение, названное им впоследствии икс-лучами. Эксперименты Рентгена показали, что икс-лучи возникают в месте столкновения катодных лучей с преградой внутри катодной трубки (тормозное излучение ускоренных электронов). Учёный сделал трубку специальной конструкции — антикатод был плоским, что обеспечивало интенсивный поток икс-лучей. Благодаря этой трубке (она впоследствии будет названа рентгеновской) он в течение нескольких недель изучил и описал основные свойства ранее неизвестного излучения, которое получило название рентгеновского.
Как оказалось, икс-излучение способно проникать сквозь многие непрозрачные материалы; при этом оно не отражается и не преломляется. Прозрачность веществ по отношению к исследованным лучам зависела не только от толщины слоя, но и от состава вещества. Рентгеновское излучение ионизирует окружающий воздух. Оно заставляет флюоресцировать ряд материалов (кроме платиноцианистого бария, это свойство было обнаружено Рентгеном у кальцита, обычного и уранового стекла, каменной соли и т. д.). Оно обладает гораздо большей проникающей способностью, чем катодные лучи, и, в отличие от них, не отклоняется магнитным полем. Также Рентген обнаружил, что, хотя глаз не реагирует на излучение, оно засвечивает фотопластинки; 22 декабря ему удалось сделать первые снимки с помощью рентгеновского излучения. Рентгену помогала его жена Анна Берта Людвиг, кисть которой и стала объектом научного исследования. На снимке просматривались кости, мягкие ткани и ясно различимое обручальное кольцо на пальце. Поскольку излучение во многих свойствах было подобно свету, в своём первом сообщении для Вюрцбургского физико-медицинского общества об открытии (28 декабря 1895) Рентген осторожно предположил, что оно является продольными упругими колебаниями эфира, в отличие от света, который тогдашняя физика считала поперечными колебаниями эфира.
Открытие немецкого учёного оказало огромное влияние на развитие науки и техники, и особенно медицины. Эксперименты и исследования с использованием рентгеновских лучей помогли получить новые сведения о строении вещества, которые вместе с другими открытиями того времени заставили пересмотреть целый ряд положений классической физики. Исследования, связанные с рентгеновскими лучами, вскоре привели к открытию радиоактивности: А. Беккерель, М. и П. Кюри. Через короткий промежуток времени рентгеновские трубки нашли применение в медицине и различных областях техники.
К Рентгену не раз обращались представители промышленных фирм с предложениями о выгодной покупке прав на использование изобретения. Но учёный отказывался запатентовать открытие, так как не считал свои исследования источником дохода.
К 1919 году рентгеновские трубки получили широкое распространение и применялись во многих странах. Благодаря им появились новые направления науки и техники — рентгенология, рентгенодиагностика, рентгенометрия, рентгеноструктурный анализ и др.

### Личная жизнь
В 1872 году Рентген вступил в брак с Анной Бертой Людвиг, дочерью владельца пансиона, которую он встретил в Цюрихе, когда учился в Федеральном технологическом институте. Не имея собственных детей, супруги в 1881 году удочерили шестилетнюю Жозефину Берту Людвиг, дочь брата Анны — Ганса Людвига. Жена умерла в 1919 году, на тот момент учёному было 74 года. После окончания Первой мировой войны учёный оказался в полном одиночестве.

## Награды
Рентген был честным и очень скромным человеком. Когда принц-регент Баварии за достижения в науке наградил учёного высоким орденом, дававшим право на дворянский титул и соответственно на прибавление к фамилии частицы «фон», Рентген не счёл для себя возможным претендовать на дворянское звание. Нобелевскую же премию по физике, которую ему, первому из физиков, присудили в 1901 году, учёный принял, но отказался приехать на церемонию вручения, сославшись на занятость. Премию ему переслали почтой. Когда правительство Германии во время Первой мировой войны обратилось к населению с просьбой помочь государству деньгами и ценностями, Вильгельм Рентген отдал все свои сбережения, включая Нобелевскую премию.

## Память

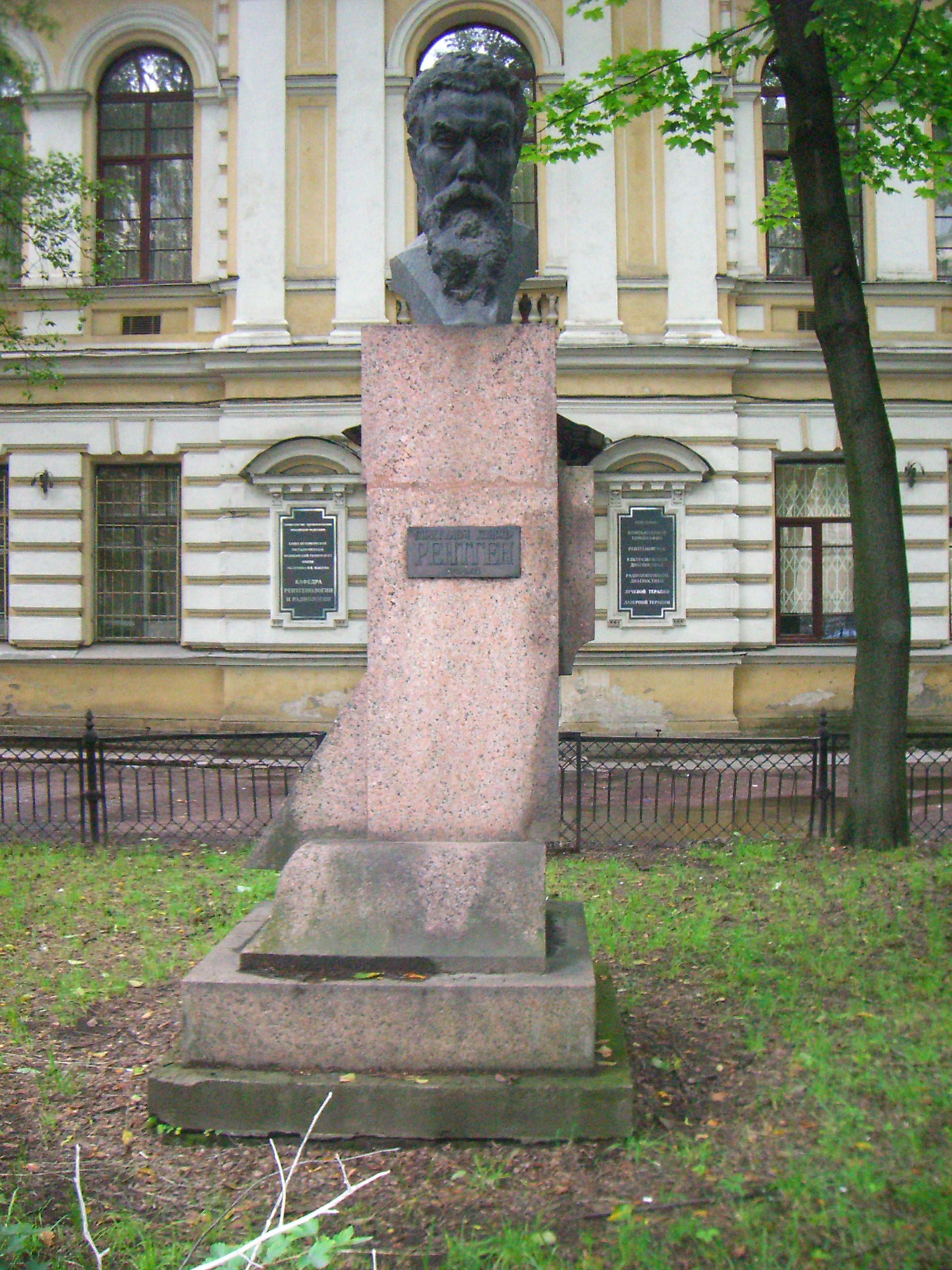
Памятник Вильгельму Конраду Рентгену в Санкт-Петербурге, ул. Рентгена, д. 8.

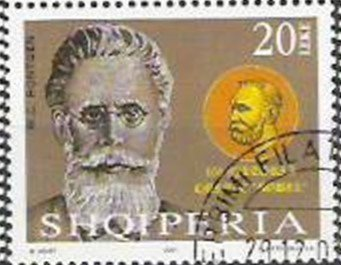
В. Рентген на почтовой марке Албании. 2001

Один из первых памятников Вильгельму Рентгену был установлен 29 января 1920 года в Петрограде (временный бюст из цемента, постоянный из бронзы был открыт 17 февраля 1928 года) перед зданием Центрального научно-исследовательского рентгено-радиологического института (в настоящее время в этом здании находится кафедра рентгенологии Санкт-Петербургского государственного медицинского университета им. академика И. П. Павлова).
В 1923 году, после смерти Вильгельма Рентгена, его именем была названа улица в Петрограде.
В честь учёного названа внесистемная единица экспозиционной дозы фотонного ионизирующего излучения рентген (1928 г.) и искусственный химический элемент рентгений с порядковым номером 111 (2004 г.).
В 1964 года Международный астрономический союз присвоил имя Вильгельма Рентгена кратеру на обратной стороне Луны.
На многих языках мира (в частности, на русском, немецком, голландском, финском, датском, венгерском, сербском…) излучение, открытое Рентгеном, называется рентгеновским или просто рентгеном. Названия научных дисциплин и методов, связанных с использованием этого излучения, также производятся от имени Рентгена: рентгенология, рентгеновская астрономия, рентгенография, рентген-дифракционный анализ и т. д.

## Научные работы
- Рентген В. К. О новом роде лучей. — Москва - Ленинград: Государственное технико-теоретическое издательство, 1933. — 115 с.